# 장호진
장호진(張虎鎭, 1961년 8월 10일~)은 대한민국의 외무공무원이다. 윤석열 정부의 주 러시아 대사, 외교부 제1차관과 국가안보실 차장을 역임했고, 제7대 국가안보실장이다.

## 학력
- 성동고등학교 졸업
- ~1984 서울대학교 사회과학대학 외교학과 학사
- ~1987 서울대학교 행정대학원 행정학 석사
- ~1990 캠브리지대학교 대학원 국제정치학 석사

## 경력
- 1982.04 제16회 외무고시 합격
- 1991.12 주미국2등서기관
- 1994.12 주루마니아1등서기관
- 1996.09 경수로사업지원기획단 파견
- 1998.03 대통령비서실 파견
- 2000.03 외교통상부 동구과장
- 2000.12 주러시아 참사관
- 2004.02 국무조정실 파견
- 2005.03 외교통상부 북핵외교기획단 부단장
- 2007.01 외교통상부 북미국 심의관
- 2008.07 외교통상 북미국장
- 2010.09 주캄보디아대한민국대사관 대사
- 2012.01 대통령비서실 외교비서관
- 2013.04 외교부 장관특별보좌관
- 2014.07 국무총리비서실 외교보좌관
- 2020.01 한국해양대학교 해사글로벌학부 석좌교수
- 2020.02 아산정책연구원 객원연구위원
- 2020.06 미래통합당 외교안보특별위원회 위원
- 2022.03~2022.05 제20대 대통령직인수위원회 당선인 직속 한일정책협의대표단 단원
- 2022.08~2023.04 제15대 주 러시아 대사
- 2023.04~2023.12 제8대 외교부 제1차관
- 2024.01~2024.08 제7대 국가안보실장
- 2024.01~2024.08 대통령직속위원회 국방혁신위원회 위원(당연직위원)
- 2024.08~2025.06 대통령비서실 외교안보특별보좌관